# شايس اتش. كيو.
شايس اتش. كيو. (بالإنجليزية: Chase H.Q.)‏ ، هي لعبة فيديو من نوع مطاردة، أنتجت شركة تايتو اليابانية عام 1988م، وأعيد إصدارها عام 2008 عن طريق فريتشول كونسول.

## وصلات خارجية
- شايس اتش. كيو. على موقع القائمة القاتلة لألعاب الفيديو
- شايس اتش. كيو. على موبي غيمز
- شايس اتش. كيو. في موقع World of Spectrum
- Arcade History Database entry
- Xleague.TV/TGWTG Video Retrospective feature of the Chase H.Q. series
- Review of the ZX Spectrum conversion of Chase HQ
- Review of the Amiga and Commodore 64 conversions of Chase HQ
- Twin Galaxies Official MAME World Record
- Twin Galaxies Official Arcade World Record